# Kafr Kasim
Kafr Kasim (hebr. ‏כַּפְר קָאסִם‎, arab. ‏كفر قاسم‎, ang. Kafr Qasim) – miasto położone w Dystrykcie Centralnym Izraela.

## Położenie
Leży w zachodniej części Samarii na granicy z równiną Szaron, w otoczeniu miasta Rosz ha-Ajin, miasteczek Kafr Bara, Oranit i Elkana, moszawów Newe Jarak i Chagor, osiedla Sha'arei Tikwa, oraz arabskiej wioski Azzun Atma. Na wschód od miasta przebiega mur bezpieczeństwa oddzielający Izrael od Autonomii Palestyńskiej.

## Historia
Obszar miasta został zaludniony już w starożytności. Z okresu panowania rzymskiego zachowały się ruiny domów.
Historia nowożytna miasta rozpoczęła się w XVII wieku, kiedy to mieszkańcy pobliskiej arabskiej wioski Mes'ha założyli w tym miejscu wioskę nazwaną Kafr Kasim. Podczas I wojny światowej w 1917 kontrolę nad tym obszarem przejęli Brytyjczycy. W 1922 wioska oficjalnie weszła w skład Mandatu Palestyny. Gdy 29 listopada 1947 roku Zgromadzenie Ogólne Organizacji Narodów Zjednoczonych przyjęła Rezolucję nr 181, wioska Madżdal Jaba znalazła się na terenach przyznanych państwu arabskiemu.

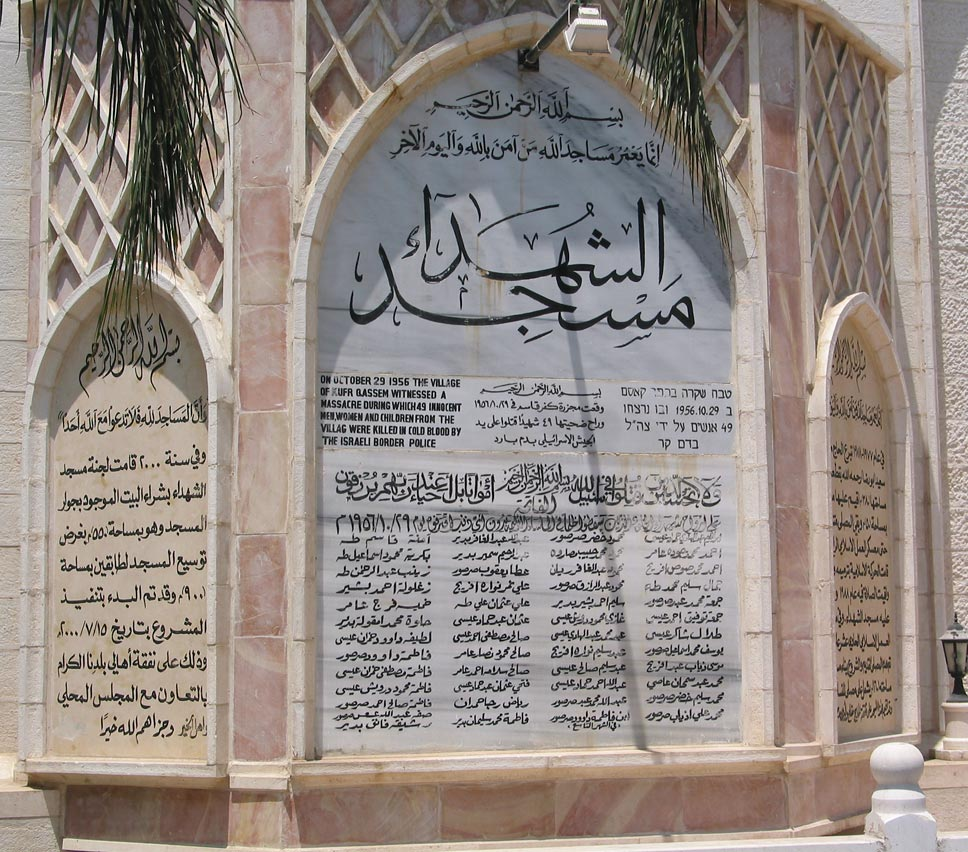
Pomnik ku czci 48 arabskich cywili, którzy zginęli w masakrze 29 października 1956

Podczas Wojny o Niepodległość w 1948 wieś zajęły izraelskie oddziały. Na mocy porozumienia o zawieszeniu broni, wieś weszła w skład Izraela.
29 października 1956 izraelska straż graniczna dopuściła się w Kafr Kasim masakry ludności arabskiej, zabijając 48 cywilów.
12 lutego 2008 Kafr Kasim otrzymało prawa miejskie.

## Demografia
Zgodnie z danymi Izraelskiego Centrum Danych Statystycznych w 2008 roku w mieście żyło 18,4 tys. mieszkańców, wszyscy Arabowie.
Populacja miasta pod względem wieku:
| Wiek (w latach) | Procent populacji w % |
| --------------- | --------------------- |
| 0-4             | 14,6%                 |
| 5-9             | 14,6%                 |
| 10-14           | 13,2%                 |
| 15-19           | 10,3%                 |
| 20-29           | 15,2%                 |
| 30-44           | 19,1%                 |
| 45-59           | 8,7%                  |
| ponad 60        | 4,4%                  |

Źródło danych: Central Bureau of Statistics.

## Edukacja
W mieście znajduje się 5 szkół podstawowych oraz 2 szkoły średnie. Wśród szkół są: Ibn Sina, Al-Zaharaa, Al-Omarija, Al-Manar, Al-Ghazali i Makif.

## Kultura i sport
W mieście jest ośrodek kultury, który realizuje program koegzystencji Arabów z Żydami. Są tutaj także dwa boiska do piłki nożnej.

## Gospodarka
Na południe od miasta znajduje się strefa przemysłowa Afeq (Afeq Industrial Park), w którym ulokowały się przedsiębiorstwa telekomunikacyjne i informatyczne.

## Komunikacja
Na zachód od miasta przebiega autostrada nr 6, brak jednak możliwości bezpośredniego wjazdu na nią. Przez miasto przechodzi droga nr 5050, którą jadąc na zachód dojeżdża się do  autostrady nr 5 (Tel Awiw-Ari’el), lub jadąc na wschód dojeżdża się do miasteczka Oranit. Lokalna droga prowadzi na południe do autostrady nr 5, strefy przemysłowej Afeq i miasta Rosz ha-Ajin.

## Ludzie związani z Kafr Kasim
- Ibrahim Sarsur - mieszka w mieście, arabski polityk, członek Knesetu.